# Marie Maul
Marie Maul, född 9 januari 1840 i Berlin, död där 22 juni 1926, var en tysk målare och tecknare.
Maul utbildades hos konstnären Julius Jacob den äldre. Hon visade flera av sina verk i utställningar som arrangerades av Julius Jacob mellan 1884 och 1920. Andra målningar var med i två utställningar i Bremen. Maul hade en egen utställning som hölls av Berlins konstnärsförening året 1920. Flera av hennes målningar publicerades i en almanacka som utgavs mellan 1897 och 1899 i Bielefeld. Ett antal verk förvaras av Stiftung Preußische Schlösser und Gärten Berlin-Brandenburg.